# Протонний розпад

Розпад багатого на протони ядра A заповнює збуджені стани дочірнього ядра B шляхом β+ випромінювання або захоплення електрона (EC). Ті збуджені стани, які лежать нижче енергії відділення протонів (Sp), розпадаються через γ-випромінювання до основного стану дочірнього ядра B. Для вищих збуджених станів існує конкурентний канал протонного розпаду до ядра C, який називається β-затримкою випромінювання протонів.

Протонний розпад — це рідкісний тип радіоактивного розпаду, під час якого протон викидається з ядра. Протонний розпад може відбуватися з високо розташованих збуджених станів у ядрі після бета-розпаду, у цьому випадку процес відомий як бета-затриманий протонний розпад, або може відбуватися з основного стану (або низькорозташованого ізомеру) самих багатих протонами ядер, у цьому випадку процес дуже схожий на альфа-розпад.  Щоб покинути ядро, енергія відриву протона має бути від'ємною (Sp < 0) — тому протон не зв'язаний і виходить із ядра за скінченний час. Швидкість протонного розпаду визначається ядерним, кулонівським і відцентровим потенціалами ядра, де відцентровий потенціал впливає на значну частину швидкості протонного розпаду. На період напіврозпаду протонного розпаду впливає енергія протона та його орбітальний кутовий момент. Протонний розпад не спостерігається в природних ізотопах; ядра з протонним розпадом можна отримати за допомогою ядерних реакцій, як правило, з використанням лінійних прискорювачів частинок.
Хоча швидкий (тобто не бета-затриманий) протонний розпад ізомеру кобальту-53 спостерігався ще в 1969 році, жодних інших станів протонного розпаду не було знайдено до 1981 року, коли радіоактивні основні стани з протонним розпадом лютецію-151 і тулію-147 спостерігалися під час експериментів у GSI у Західній Німеччині. Після цього прориву дослідження в цій галузі процвітали, і на сьогоднішній день було виявлено понад 25 ізотопів, які демонструють протонний розпад. Вивчення протонного розпаду допомогло зрозуміти ядерну деформацію, масу та структуру, і це чистий приклад квантового тунелювання.
У 2002 році спостерігалося одночасне випромінювання двох протонів з ядра заліза-45 в експериментах GSI та GANIL (Grand Accélérateur National d'Ions Lourds у Кані). У 2005 році було експериментально встановлено (на тій же установці), що цинк-54 також може зазнавати подвійного протонного розпаду.